# Gransbacken
Gransbacken (finska: Gransinmäki) är en kulle i Finland.   Den ligger i den ekonomiska regionen  Helsingfors  och landskapet Nyland, i den södra delen av landet, 10 km nordväst om huvudstaden Helsingfors.